# Guadalupe (nome)
Guadalupe  è un nome proprio di persona spagnolo maschile e femminile.

## Varianti
- Ipocoristici femminili: Lupe[1], Lupita[1][2]

### Varianti in altre lingue
- Asturiano: Lupa[3]
- Basco: Godalupe[3]
- Inglese: Guadalupe[2]

## Origine e diffusione

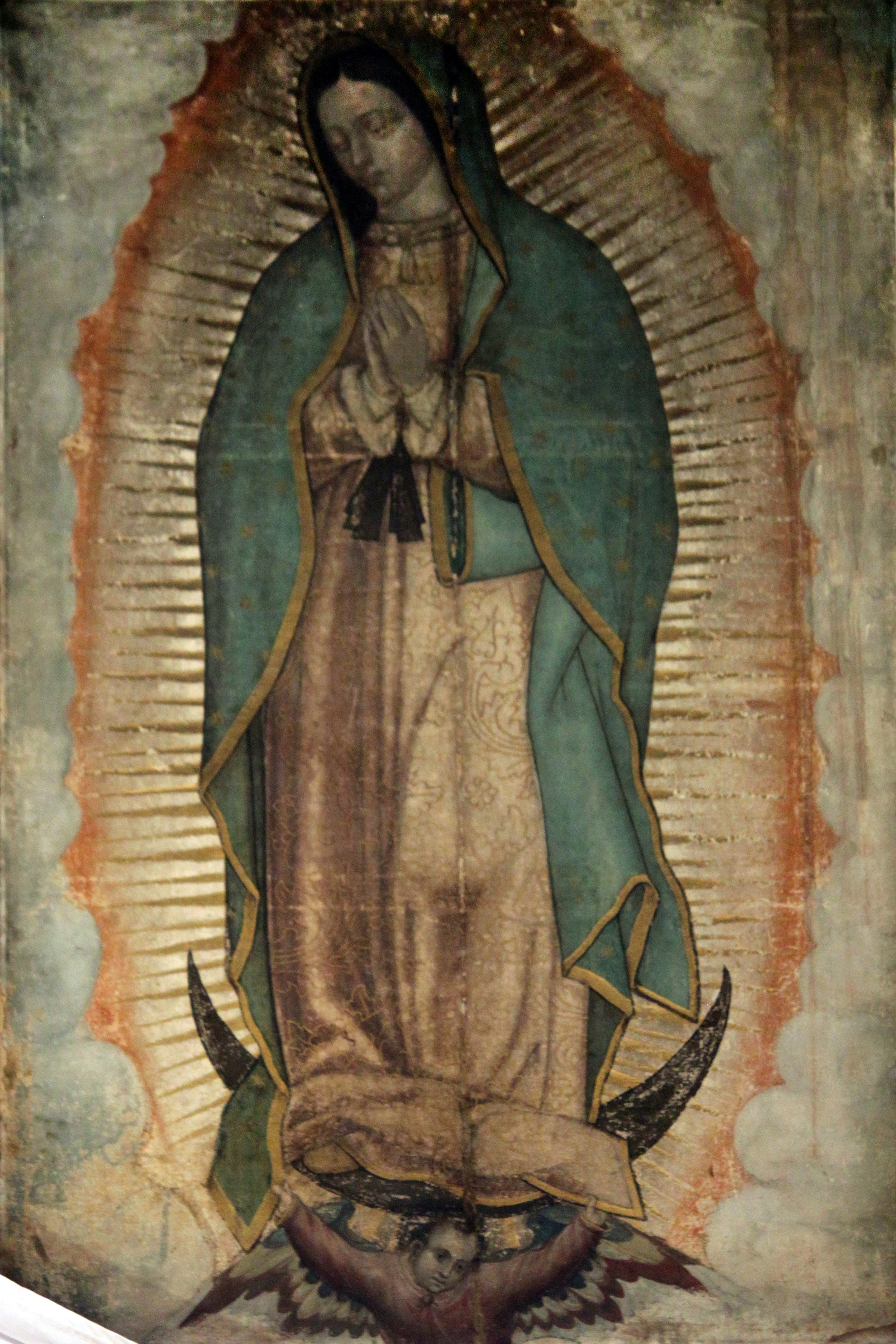
Il celebre dipinto della vergine di Guadalupe sul mantello di Juan Diego

Si tratta di un nome di origine cristiana, e precisamente mariana: in America, riflette generalmente la devozione verso la Madonna di Guadalupe, un titolo con il quale la Vergine Maria si sarebbe presentata all'indio Juan Diego sul colle del Tepeyac, a Città del Messico, e con il quale è venerata come santa patrona delle Americhe; in Spagna, è invece solitamente riferito al titolo di Madonna di Guadalupe, con cui la Vergine è onorata presso il Monastero reale di Santa Maria de Guadalupe, in Estremadura (e dal quale deriva il titolo americano stesso). Dal tardo XIX secolo è usato anche in inglese.
Etimologicamente, il nome deriva dal toponimo del fiume Guadalupe, situato vicino all'omonimo monastero: esso è di origini arabe, composto dal termine arabo وَادِي (wādī, "valle", riferito in particolare a valli in cui scorre un fiume) combinato con il latino lupus ("lupo"), quindi "fiume del lupo"; altre fonti riconducono invece il secondo elemento all'arabo al-lub, col significato complessivo di "fiume dei ciottoli neri" (da wadi al-lub).

## Onomastico
Tipicamente, l'onomastico si festeggia il 12 dicembre, per la festività della Madonna di Guadalupe; si contano comunque con questo nome anche una santa e una beata, commemorate alle date seguenti:
- 24 giugno, santa María Guadalupe García Zavala, fondatrice delle Ancelle di Santa Margherita Maria e dei poveri[5]
- 2 ottobre, beata Maria Guadalupe Ricart Olmos, religiosa servita, martire a Silla[5]

## Persone

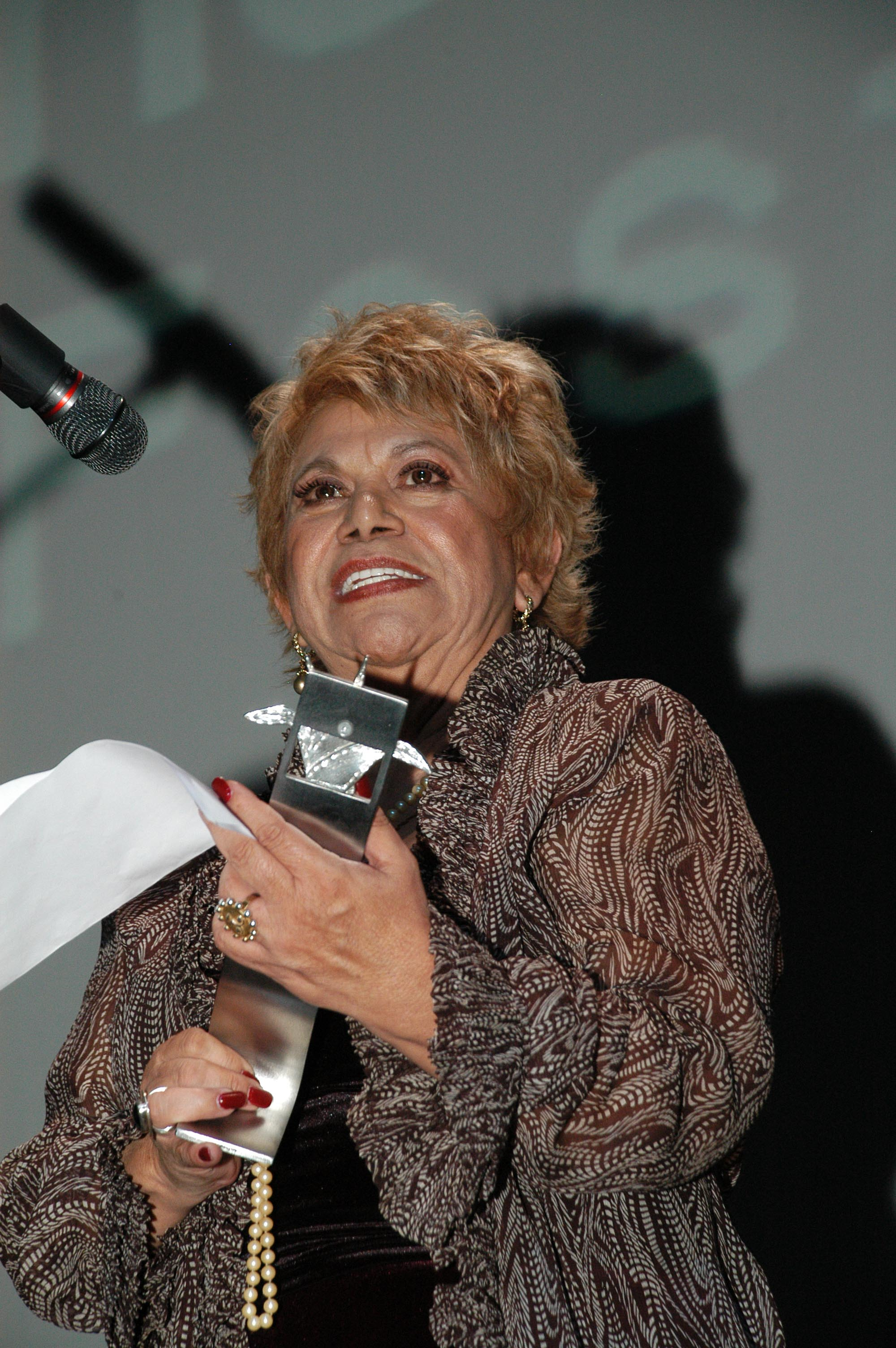
Lupe Ontiveros

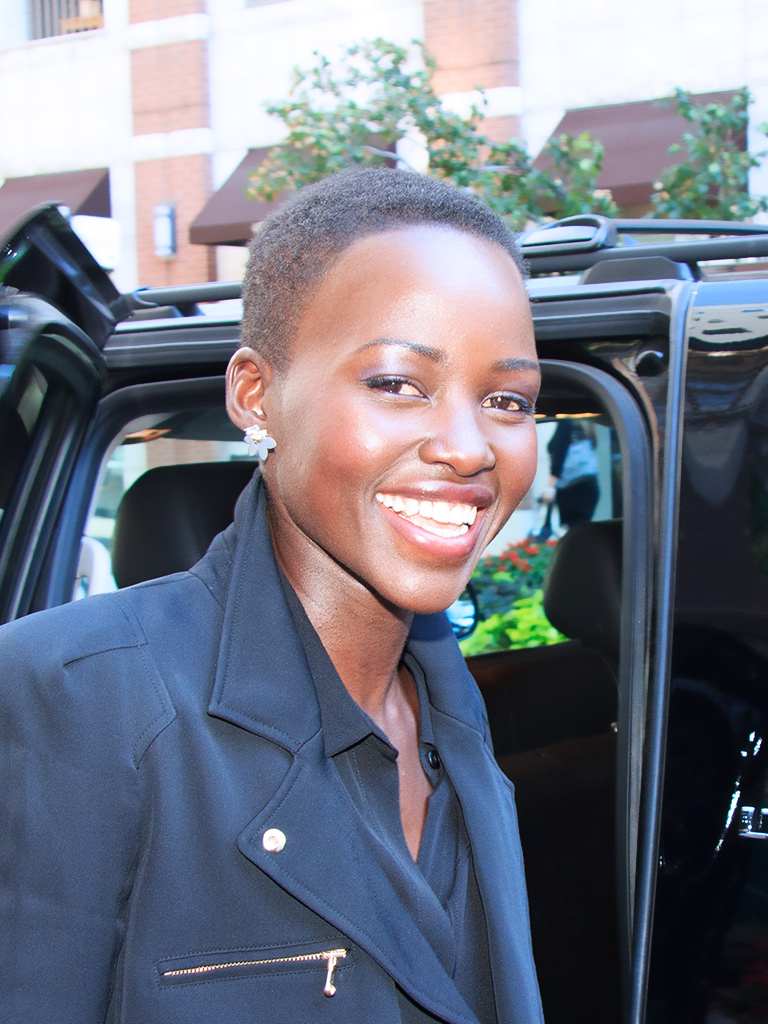
Lupita Nyong'o

### Femminile
- María Guadalupe García Zavala, religiosa messicana
- Guadalupe Lancho, attrice spagnola
- Guadalupe Larriva, politica ecuadoriana

### Variante femminile Lupe
- Lupe Fuentes, cantante e pornoattrice colombiana
- Lupe Ontiveros, attrice statunitense
- Lupe Vélez, attrice e ballerina messicana

### Variante femminile Lupita
- Lupita González, modella messicana
- Lupita Jones, modella messicana
- Lupita Nyong'o, attrice e regista messicana
- Lupita Tovar, attrice messicana

### Varianti maschili Lupe
- Lupe Fiasco, rapper e cantante statunitense
- Guadelupe Velázquez, calciatore messicano

## Il nome nelle arti
- Lupe Lamora è un personaggio del film del 1989 007 - Vendetta privata, diretto da John Glen.